# Бирюсинск
Бирюси́нск — город в России (с 1967) в Тайшетском районе Иркутской области, город-спутник Тайшета. Образует Бирюсинское городское поселение.

## География
Город расположен на правом берегу реки Бирюсы (бассейн Ангары), в 682 км от Иркутска, в 12 км от Тайшета, в 400 км от Красноярска.

## История
В 1897 году при строительстве Великого Сибирского железнодорожного пути был основан разъезд Суетиха. Название возникло, согласно одной из версий, благодаря суете, что была при строительстве железнодорожного моста. По мнению Матвея Мельхеева, топоним происходит, вероятнее всего, от тюркского су — вода.
К 1899 году вокруг разъезда сформировалось небольшое поселение.
В 1912 году запущена первая пилорама.
В 1929 году был сдан в эксплуатацию четырёхрамный лесопильный завод.
В 1933 году построены клуб им. Парижской коммуны и здание железнодорожного вокзала.
В 1934 году село Суетиха преобразовано в рабочий посёлок.
В 1952 году на гидролизном заводе произведена первая продукция — этиловый спирт.
11 мая 1967 года рабочему посёлку Суетиха присвоен статус города районного подчинения с переименованием в город Бирюсинск, от протекающей неподалёку реки Бирюса.

## Население
| \| 1959[4] \| 1970[5] \| 1979[6] \| 1989[7] \| 1996[4] \| 1998[4] \| 2000[4] \| \| -------- \| -------- \| -------- \| -------- \| -------- \| -------- \| -------- \| \| 13 300 \| ↗13 461 \| ↘12 676 \| ↘12 066 \| ↘12 000 \| ↘11 900 \| ↘11 500 \| \| 2001[4] \| 2002[8] \| 2005[4] \| 2006[4] \| 2007[4] \| 2008[4] \| 2009[9] \| \| →11 500 \| ↘10 004 \| ↘9700 \| ↘9600 \| ↘9500 \| ↘9400 \| ↘9325 \| \| 2010[10] \| 2011[11] \| 2012[11] \| 2013[12] \| 2014[13] \| 2015[14] \| 2016[15] \| \| ↘8981 \| ↘8946 \| ↘8815 \| ↘8701 \| ↘8602 \| ↘8545 \| ↘8484 \| \| 2017[16] \| 2018[17] \| 2019[18] \| 2020[19] \| 2021[1] \| \| \| \| ↘8477 \| ↗8497 \| ↘8430 \| ↘8416 \| ↗8632 \| \| \| 2500 5000 7500 10 000 12 500 15 000 1959 1998 2006 2011 2016 2021 |         |         |         |         |         |         |
| 1959 | 1970    | 1979    | 1989    | 1996    | 1998    | 2000    |
| 13 300 | ↗13 461 | ↘12 676 | ↘12 066 | ↘12 000 | ↘11 900 | ↘11 500 |
| 2001 | 2002    | 2005    | 2006    | 2007    | 2008    | 2009    |
| →11 500 | ↘10 004 | ↘9700   | ↘9600   | ↘9500   | ↘9400   | ↘9325   |
| 2010 | 2011    | 2012    | 2013    | 2014    | 2015    | 2016    |
| ↘8981 | ↘8946   | ↘8815   | ↘8701   | ↘8602   | ↘8545   | ↘8484   |
| 2017 | 2018    | 2019    | 2020    | 2021    |         |         |
| ↘8477 | ↗8497   | ↘8430   | ↘8416   | ↗8632   |         |         |

На 1 января 2025 года по численности населения город находился на 965-м месте из 1124 городов Российской Федерации.

## Достопримечательности
В городе действует православный храм в честь святителя Иннокентия, епископа Иркутского. Построен храм Воскресения Христова с колокольней.
Краеведческий музей, который построил сам город на пожертвования.

## В кинематографе
Станция-разъезд "Суетиха" (прежнее название Бирюсинска) фигурирует в художественном фильме «Поединок в тайге» киностудии имени М. Горького 1977 года. В фильме показаны события Гражданской войны в 1918 году.